# Снагов (манастир)
Вижте пояснителната страница за други значения на Снагов.
Манастирът на Снагов (на румънски: Mănăstirea Snagov) е манастир на Румънската православна църква край село Снагов, окръг Илфов, Румъния.
Намира се на малък остров в езерото Снагов. Отстои на около 2 км южно от село Снагов. Първото писмено сведение за манастира датира от 1408 г., при управлението на войводата Мирчо Стари.
Известно е, че около монашеското селище влашкият владетел Влад Цепеш изгражда защитна стена, мост, затвор и подводен тунел.
В манастира има стенописи, на които са изобразени Нягое I Басараб със сина си Теодосий и Мирчо V Чобанул заедно с неговото семейство.
Смята се, че тук е погребано обезглавеното тяло на Влад Цепеш. Според легендата монасите открили тялото след битката в края на декември 1476 г. и го скрили, за да го погребат по християнски. Погребението станало тайно, за да не бъде поругано тялото от новия владетел на Влашко, когото османците сложили на престола. Истината не може да бъде установена с точност.
При археологически разкопки през 1933 – 1934 г., проведени от археолога Дино Росети, около олтара, където първоначално се предполагало, че трябва да е положено тялото, не е открито нищо съществено. Но в задната част на църквата, зад голям каменен блок, е намерен действително обезглавен скелет. Неговите кости са обвити в изгнили парцали, които при изследванията се оказват остатъци от богато облекло. Освен това ковчегът съдържа някои предмети, характерни за владетел. Но все още не може да бъде доказано, че тези кости принадлежат на Влад Цепеш.

## Галерия
- В манастира
- Вляво дарителите Нягое I Басараб със сина си Теодосий и вдясно Мирчо V Чобанул
- Поглед отвън
- Част от стенописите